# Goliath (géant processionnel)
Pour les articles homonymes, voir Goliath.
Goliath, géant biblique, est présent dans de nombreuses processions dans les régions de tradition catholique d'Europe, notamment en Belgique, aux Pays-Bas et en Espagne.

## Origines du géant processionnel
D'après la Bible, le berger David affronte Goliath, le guerrier philistin de grande taille. 
Contrairement à toute attente, de sa fronde, le jeune garçon abat le guerrier géant qu'il achève en lui coupant la tête avec sa propre épée. S'il en est ainsi, c'est parce qu'il est soutenu par Dieu. Cette scène marque le triomphe de la religion sur ses adversaires, de Dieu sur le diable, du bien sur le mal. Elle rejoint la légende de saint Georges qui triomphe, lui aussi, du diable représenté par un animal monstrueux et imaginaire.
Ce récit a connu une large diffusion dans toute l’Europe occidentale. Il est illustré d'une riche iconographique qui remonte au IIIe siècle de notre ère.
Le combat biblique est bien attesté dans les représentations iconographiques à la fin du Moyen Âge. Les images reproduites ont pu toucher les élites urbaines soucieuses de mettre en scène cet épisode de la Bible dans les processions, notamment à Ath, les responsables de la confrérie des arbalétriers, placée sous la protection de saint Roch.
Au même moment, l’affrontement du berger et du guerrier philistin a été joué au théâtre. Il fait partie du mystère du Viel testament qui est un ensemble de près de 50 000 vers édité vers 1508, vers 1520, et en 1542. Les représentations de ce long spectacle sont peu nombreuses. On le joue cependant à Abbeville dès 1458, au moment où le géant s'introduit dans de nombreuses processions. Le mystère est montré plus tardivement à Paris en 1500 et 1542, Lyon en 1538-41, Meaux en 1547 et Draguignan en 1557. Elle a rarement été jouée seule. On cite cependant une représentation les 22, 23 et 24 mai 1575 au Puy-en-Velay.
Si l'histoire de David et Goliath est peu présente dans le théâtre, elle est cependant montrée également lors des entrées royales ou princières à la fin du Moyen Âge. Lorsque Philippe le Bon fait sa joyeuse entrée à Dijon en 1454, plusieurs scènes de l'Ancien Testament sont figurées et notamment on réalise «deux grandes statures d'un géant appelé Golias avec trois testes servantes aux dites Statures. » Cette scène est représentée sur un échafaud, une estrade. 

### Goliath auXVesiècledans les processions
- 1424 : Barcelone, avec David
- 1427 : Bergen-op-Zoom, avec David
- 1457 :	Audenarde, avec David
- 1457 :	Nivelles
- 1458 :	Namur, avec David
- 1464 :	Malines, avec David
- 1469 :	Lierre[2]
- 1470 :	Anvers
- 1470 :	Léau
- 1471 :	Tirlemont
- avant 1481 : Ath, avec David
- 1485 :	Venlo
- avant 1497 : Hasselt

À côté de ces sorties éphémères, Goliath va marcher, souvent en combattant David, dans les processions religieuses d’Europe occidentale. Il est présent dans douze villes des Pays-Bas à partir de 1427. Dans cinq d’entre elles, la présence de David est attestée. Auparavant, dès 1424, le géant est vaincu par David à la procession du Corpus Christi (Fête-Dieu) à Barcelone. Si le jeu processionnel est souvent connu dans les Pays-Bas au XVe siècle, il rayonne en Allemagne au siècle suivant : Duisbourg (1561-62), Wesel, Emmerich, Warburg (1565), Ingolstadt (1507), Munich (1593). On le retrouve aussi à Norwich en Angleterre en 1527.

## Allemagne
- XVIe siècle : Ingolstadt (1507), Duisbourg (1561-1562), Emmerich, Wessel, Warburg (1565) avec David,  Munich (1593)
- XVIIIe siècle : Spire, Eichstätt, Wassenberg, Meisbach

## Autriche
- XVIIe siècle : Schwaz
- XVIIIe siècle : Mattenberg, Tamsweg, Ramingstein, Bad Radkersburg

## Belgique

### Wallonie
C'est à Nivelles que l'on trouve la trace du plus ancien géant de procession de Wallonie : un Goliath créé peut-être vers 1357, l'émergence historique est 1457, lorsqu’il figure dans les comptes de la ville, à l’occasion de réparations.
Au XVIe siècle, le caractère biblique des géants s'estompa. Goliath, devenu L’Argayon vers 1500, prit femme en 1645, l’heureuse élue héritant du nom d’Argayonne. La suite logique, un fils, Le Lôlô (niais, simplet, enfantin), est un poupon affublé d’une tétine devenue légendaire.
Namur connaît un Goliath dès 1458. Il se marie en 1518. Le couple a trois enfants en 1574. La famille des Géants prit autrefois le nom des Aurdjouwants. Recréé en 1906, la famille des géants de Namur (Goliath, son épouse, leurs trois enfants et Le Cheval Bayard) participe de nos jours à de nombreuses manifestations folkloriques en Belgique.
Le Goliath d'Ath apparaît dans les comptes de 1481 (« Item pour havoir nettoyet visité et refait pluisseurs coses à Golias 6 s. ») Il est de nos jours le symbole de la ville et le personnage le plus important de la ducasse d'Ath. Son épouse, Madame Goliath, est créée en 1715.
Il est fort probable que le peuple ait utilisé plus tôt des déguisements anthropomorphes plus grand que nature.
Dans les jeux processionnels du XVe siècle qui ont popularisé les figures gigantesques en tant que moyen d’expression dramatique et favorise leur prolifération, on compte 12 Goliath dont 3 en Wallonie.

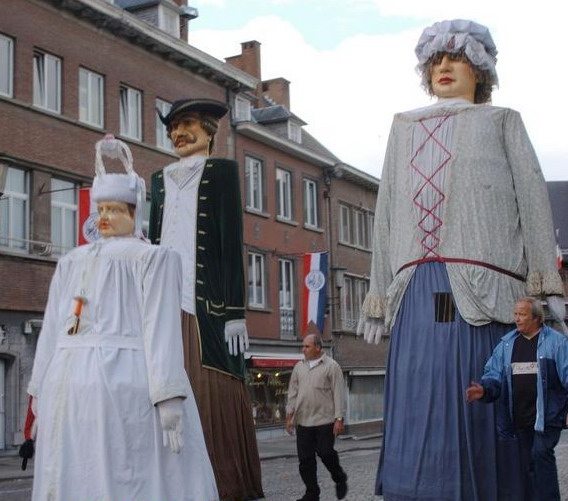
L'Argayon, L'Argayonne et Le Lôlô (Nivelles)
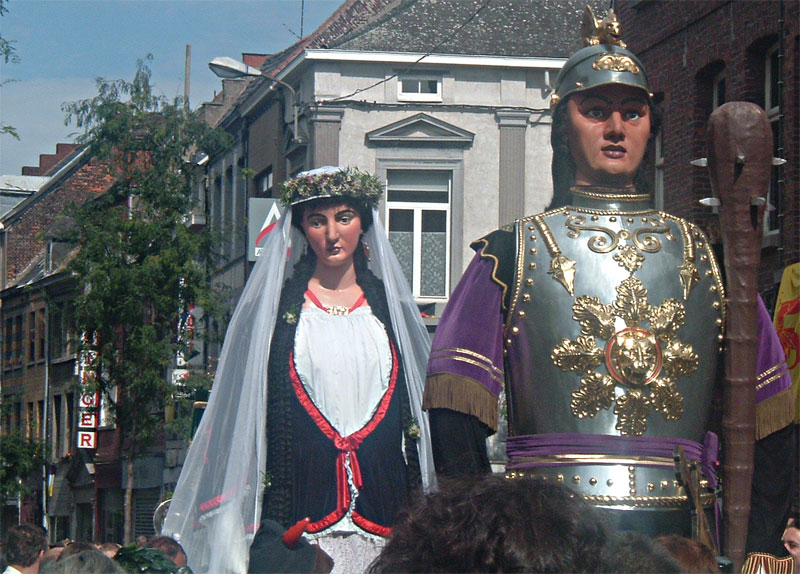
Goliath et Madame Goliath (Ath)
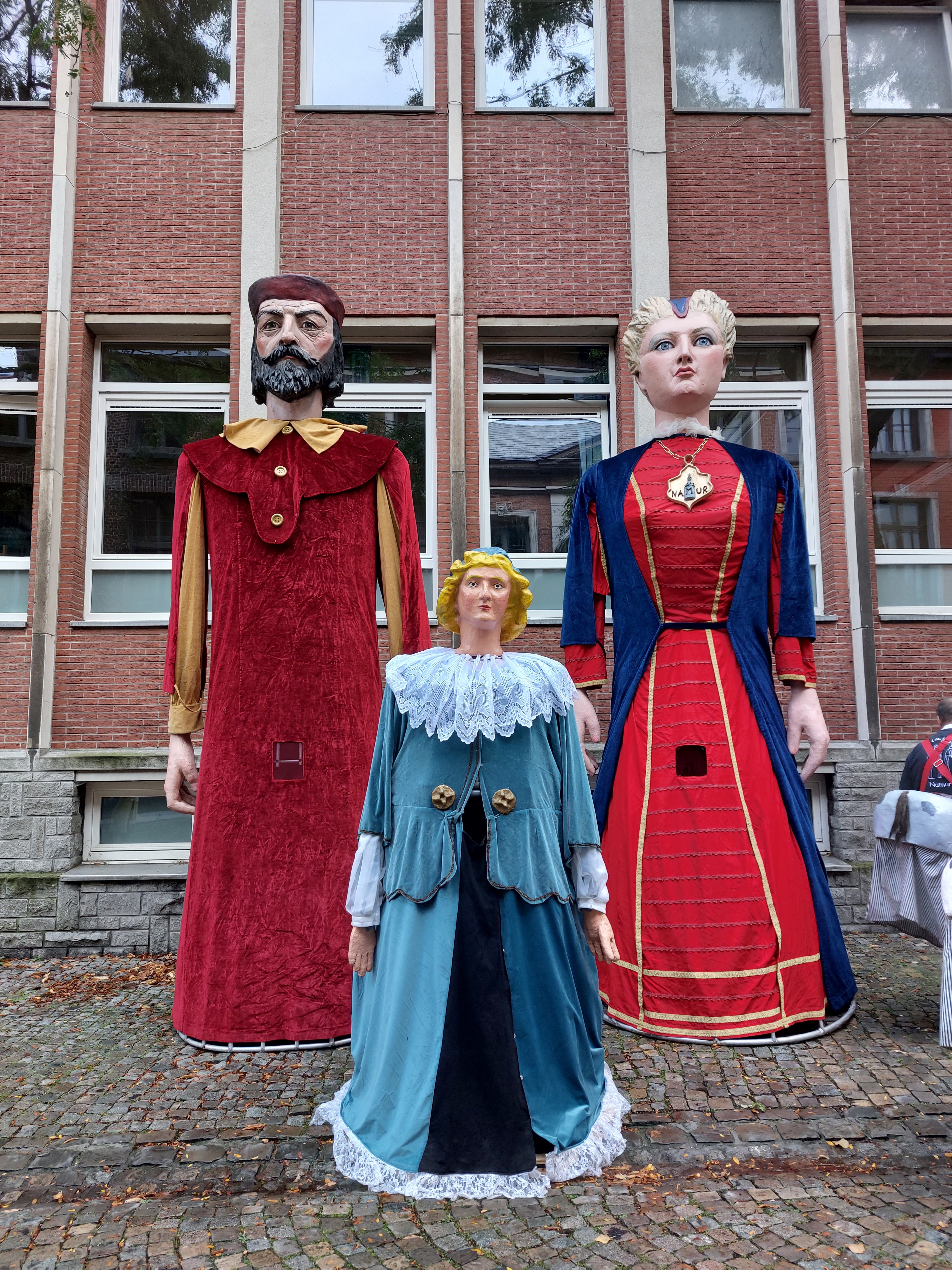
Goliath, Madame Goliath et Gamin (Namur)

### Flandre
En Flandre, à Termonde (Dendermonde), Goliath est le géant de la gilde de Sint-Joris, créée en 1377. La figure actuelle date du XIXe siècle. Elle est présente chaque année à l’Ommegang.
À Grammont (Geraardsbergen), Goliath (datant d'avant 1577) et Gerarda sont les géants historiques de cette ville de Flandre-Occidentale.
À Ypres, Goliath mesure 7,50 m, pèse 220 kg et est porté par 4 hommes. C’est le plus grand géant Goliath du pays. Ses origines restent incertaines. En tout cas c'est depuis le début du XVIe siècle qu’il fait partie de la « procession de Thuyne ». À l’heure actuelle il sort la veille de la kermesse de Thuyne (1er dimanche d’août). 
On trouve aussi des Goliath à :
- Lierre (1469) ;
- Nieuwport (1494) ;
- Wetteren (attesté dès 1622).

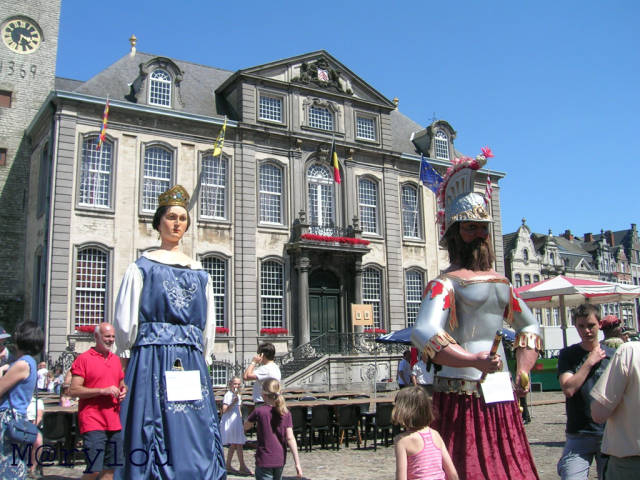
Goliath et Reuzin (Lierre)
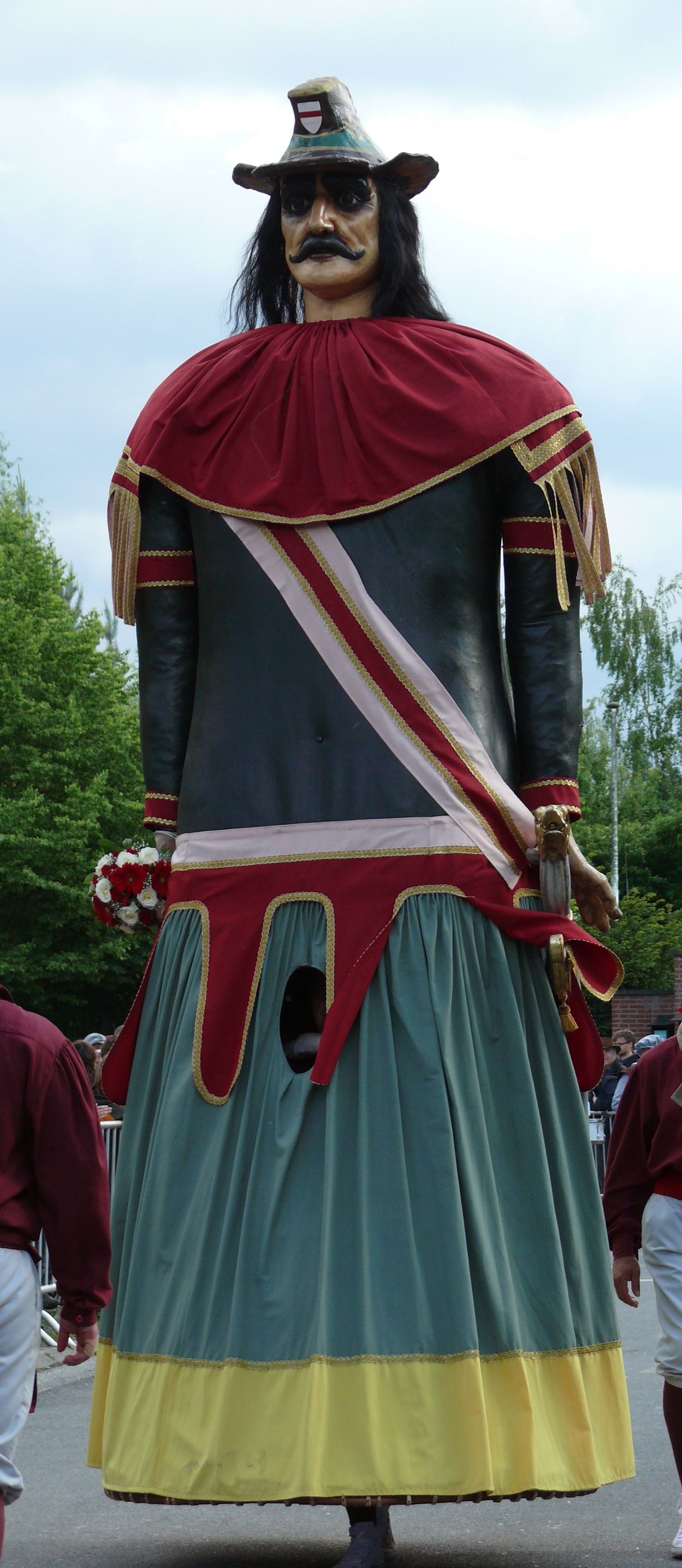
Goliath de Termonde
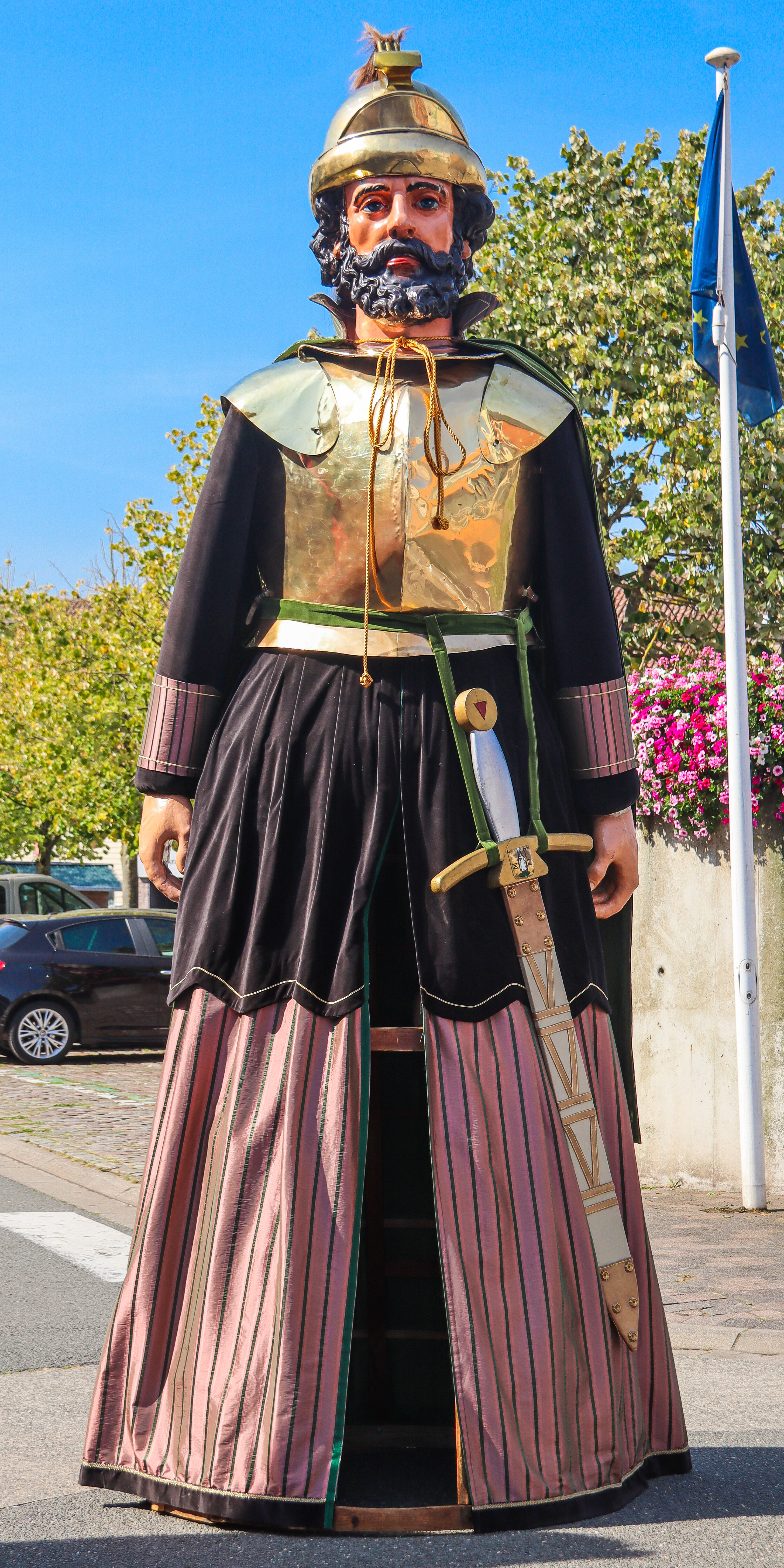
Goliath (Wetteren)
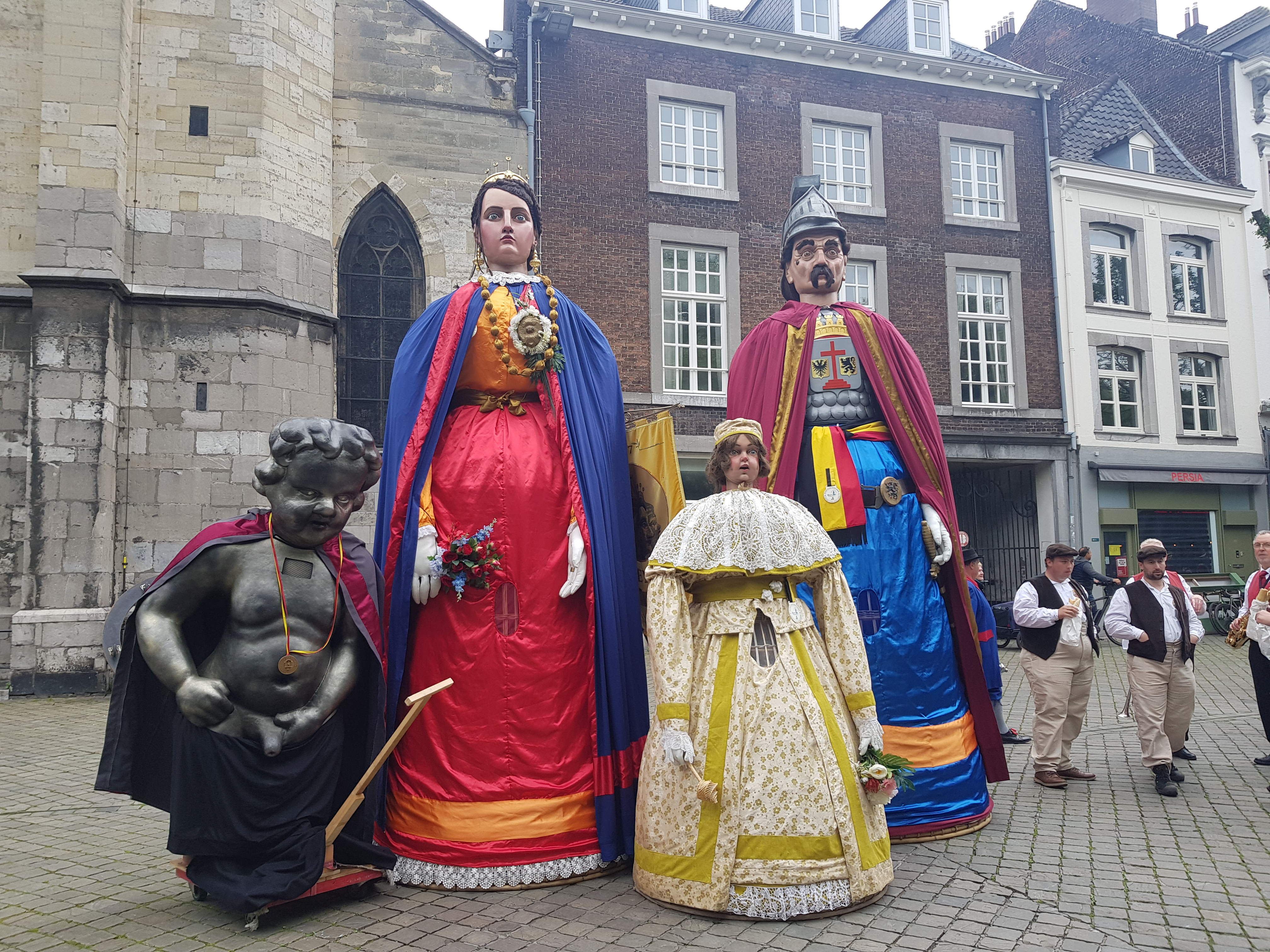
Goliath, Gerarda, Kinneke Baba et Babaken-Pis (Grammont)

## Espagne
En Catalogne, Goliath est présent dès le Moyen Âge dans les processions du Corpus Christi (Fête-Dieu).
À Barcelone, au XVe siècle, David et Goliath sont dans la procession du Corpus en même temps que Saint Christophe.
À León, il est attesté au XVIIe siècle.
À Séville, en 1622, le combat entre David et Goliath est représenté sans qu'on soit sûr qu'une figure géante y participe.

## France
- Dunkerque (début XXe siècle): un des six géants de la garde du Reuze.
- Traces de Goliath à Troyes, Dijon (XVe siècle) et Le Puy-en-Velay (XVIe siècle).

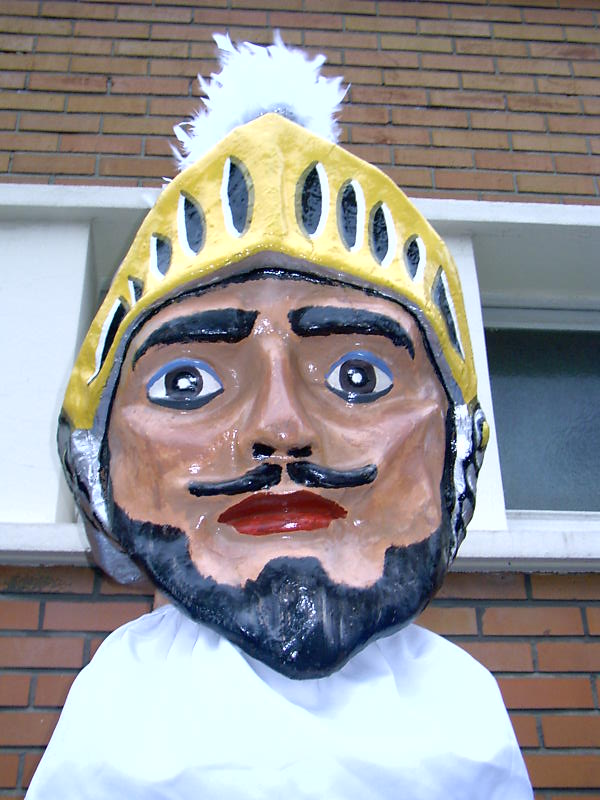
Goliath (Dunkerque)

## Italie
XVIIIe siècle : Bolzano, Bressanone, San Candido

## Pays-Bas
- XVe siècle : Bergen-op-Zoom (1447), Venlo(1485)
- XVIe siècle : Dordrecht (1540), Breda (1515)

## Russie
En 1676, un Goliath apparaît sur une scène de théâtre de Moscou. C'est sa figuration la plus orientale.